# Troll (Internet)
Pour les articles homonymes, voir Troll et Troll (homonymie).

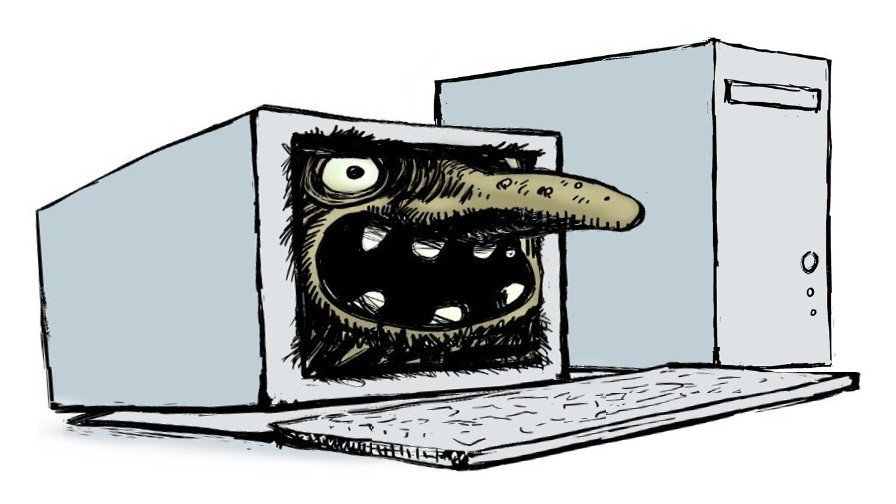
Imagerie typique associée au troll sur Internet, un perturbateur qui se cache derrière son ordinateur pour diffuser des controverses artificielles, notamment sur les réseaux sociaux.

En argot Internet, un troll caractérise un individu cherchant l'attention par la création de ressentis négatifs, ou un comportement qui vise à générer des polémiques. Il peut s'agir d'un message (par exemple sur un forum), d'un débat conflictuel dans son ensemble (surtout politique) ou plus couramment de la personne qui en est à l'origine. Ainsi, on désigne sous le néologisme troller le fait de créer artificiellement une controverse qui vise à irriter l'interlocuteur, aux dépens des échanges et de l'équilibre habituel de la communauté.
Désigner un « troll » est un jugement subjectif, cependant certains faisceaux d'indices ne trompent pas : emportement rapide dans les réponses, arguments « tout faits » visant les connaissances d'une personne ou elle-même. 
L’argumentation caricaturale et récurrente d'un troll est une « empreinte typique du troll ». Elle est la preuve d'une mécommunication et d'une impossibilité à échanger dans la compréhension mutuelle. Le « trollage » présume des provocations intentionnelles dans le but de nuire ou de se faire remarquer par les membres de la communauté.
À l'origine, le terme renvoie à une plaisanterie (« troll positif ») où le trolleur tire satisfaction d'avoir réussi à berner ses victimes, à leur avoir fait perdre du temps. Son champ s'élargit à partir des années 2010 et il peut dorénavant aussi s'appliquer à l'envoi de messages provocateurs et offensants, exacerbés par l'anonymat et la tribune que procure internet (« troll négatif »). Cette seconde définition s'apparente au flaming, et peut parfois mener au cyberharcèlement.

## Origine du terme

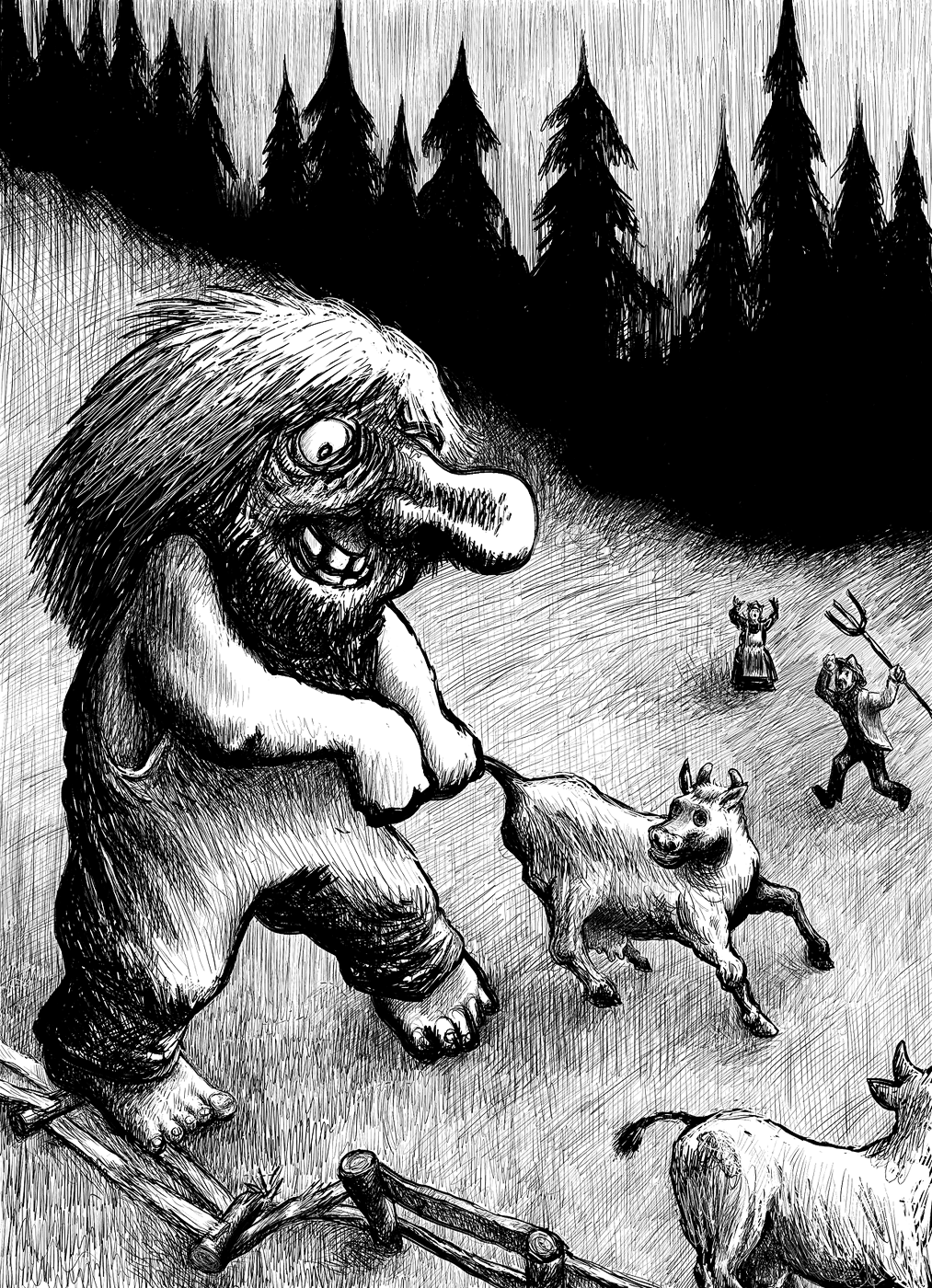
Une des deux origines possibles du troll sur Internet : le troll, créature monstrueuse peu amicale ou agressive issue du folklore scandinave (ici tirant la queue d'une vache).

L'usage en français du verbe « troller » ou du nom commun « troll » est un emprunt à l'argot Internet de langue anglaise. L'usage de ce terme en anglais (sur Internet) pourrait remonter aux années 1980, mais la première mention recensée daterait d'un message de 1992 sur le groupe Usenet alt.folklore.urban. 
Deux hypothèses sont généralement proposées pour l'origine de ce troll Internet. Selon la première, le mot ferait référence au troll, une créature monstrueuse peu amicale ou agressive du folklore scandinave. Ce terme serait alors emprunté au troll des langues scandinaves (notamment suédois ou norvégien), lui-même emprunté au vieux norrois trǫll ou troll attesté dans la littérature nordique du Moyen Âge. Au sens figuré, le troll désigne aussi dans les pays scandinaves un individu ayant un comportement inapproprié, violent ou agressif[réf. souhaitée].

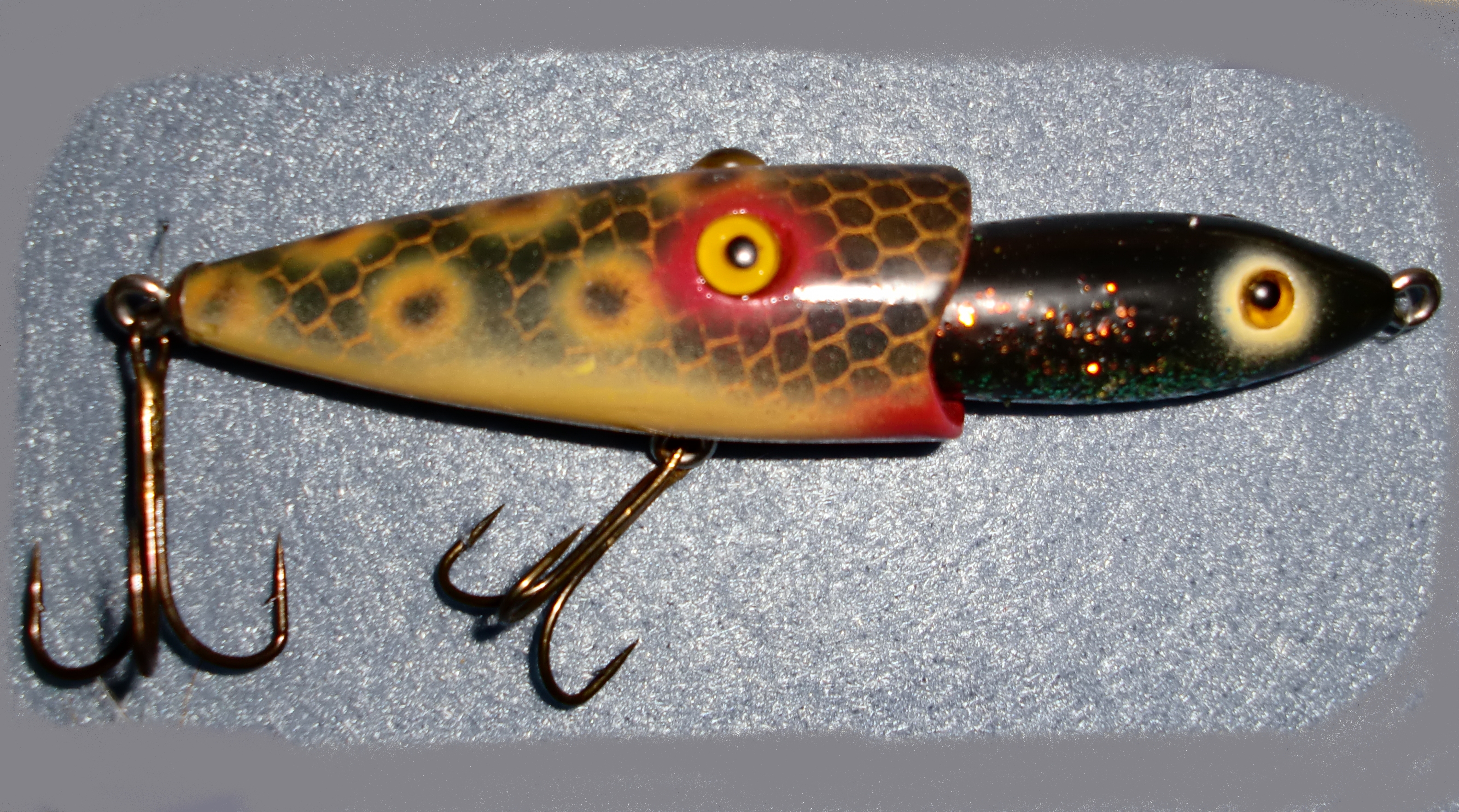
Autre origine possible : la cuillère est un leurre pour attraper le poisson à la pêche à la traîne (trolling).

Selon la deuxième hypothèse, le mot dériverait du verbe anglais « to troll » ou du mot « trolling », qui font références à des techniques de pêche à la traîne et à la cuillère. Ce verbe anglais to troll dérive peut-être du moyen français « troller, trôler », qui fait référence à des déplacements au hasard ou en vagabondant et s'applique à des techniques de chasse ou pêche. L'usage de trolling en anglais, avec le sens figuré de « chercher à provoquer des réactions » est attesté vers 1972 dans l'aviation américaine lors de la guerre du Viêt Nam.
Le substantif « troll » est un des cent cinquante nouveaux « mots, sens et expressions » ayant fait leur entrée dans l'édition 2017 du Petit Larousse illustré. Il y est défini comme « un internaute qui empoisonne les débats sur internet avec des remarques inappropriées ou provocantes ».

## Typologie des trolls

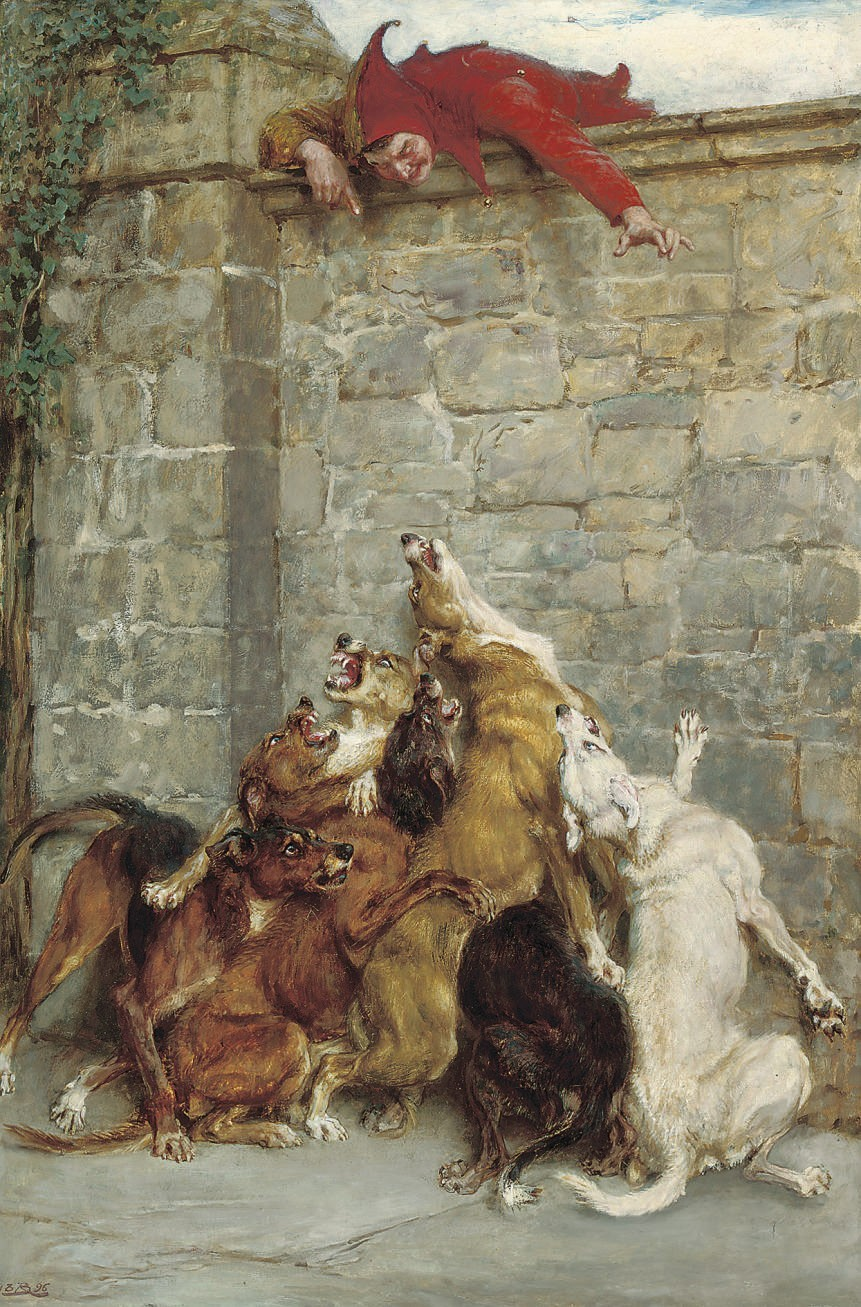
Provocation, par Briton Rivière (1896). Pour Benjamin Radford, les trolls se voient comme des bouffons s'amusant à exciter leurs adversaires depuis une position inaccessible.

Dans leur Encyclopédie de la Web Culture, Lecocq et Lisarelli résument synthétiquement différentes typologies du troll. Selon eux, le « troll bête », est l'internaute qui commente sans réfléchir, a tendance à prendre tout au premier degré, voire un certain penchant pour les théories complotistes. Le troll « ontologique », intelligent, est guidé par de mauvaises intentions et provoque pour faire déraper la discussion. Le troll « flatteur » ou « flagorneur » fait semblant de s’extasier. Enfin, le troll « chasseur » s'unit à d'autres pour pourrir la vie en ligne d’une victime qu’ils auront choisie, la harceler, pratiquer le stalking.
La psychologie des trolls est depuis 2014 un sujet d'étude. Une publication attribue des traits de sadisme, psychopathie et  machiavélisme chez les sujets étudiés.
Dans son roman Comme un empire dans un empire, Alice Zeniter évoque les griefers, qui ruinent délibérément les parties de jeux vidéo, les pervers qui postent des dick pics, les crybabies susceptibles, menaçant à tout instant de quitter le site sans jamais le faire, les grammar nazis avides de débusquer fautes d'orthographe et de grammaire, les shitposters adeptes du copier-coller, répondant sans cesse en écho à leur interlocuteur. Les haters passent leur temps à dénigrer sur internet, les backstalkers utilisent les archives personnelles d'un internaute pour le discréditer.
À ces catégories, on peut en ajouter deux autres : 
1. les trolls professionnels, rémunérés pour délivrer un message conçu à des fins politiques (propagande pour une idéologie, un parti, un candidat, propagande de déstabilisation politique, guerre psychologique). Le journal Libération cite le cas d'une « usine à trolls » russe où de jeunes employés auraient, entre autres, alimenté les réseaux sociaux à la suite de l'attentat contre Charlie Hebdo pour accréditer la thèse selon laquelle l'État français avait eu conscience du risque lié aux caricatures du prophète et n'en avait pas suffisamment tenu compte[15]. Le terme « ferme à trolls » est également utilisé dans la presse[16]. Un cas médiatisé en France concerne l'« armée numérique » mise en place, selon Mediapart, par le club de foot Paris Saint-Germain pour agir sur l'image du club et sur l'opinion publique[16],
2. les trolls virtuels. Ils sont créés par des plates-formes logicielles spécialisées en création d'influence via les réseaux sociaux, comme « Ripon », incidemment révélée dans le cadre du Facebook-Cambridge Analytica/AggregateIQ par une grande quantité de code non protégé laissé sur l'internet par ses programmeurs (AggregateIQ)[17].

## Trollage institutionnalisé
Sharyl Attkisson, journaliste d'investigation, dénonce l'astroturfing, ou désinformation planifiée, c'est-à-dire la tendance croissante qu'ont certains États ou organisations privées à utiliser les trolls pour manipuler l'opinion publique. Des équipes de trolls sponsorisés arrivent en meute sur un site pour écraser n'importe quel honnête discours et dénigrer n'importe qui en désaccord avec eux.
Un rapport commandité par l'Organisation du traité de l'Atlantique nord (OTAN) pointe le fait que les trolls peuvent être un outil de guerre pour démoraliser la population et/ou modeler l'opinion publique en insinuant des informations fausses, des images manipulées, des théories du complot, etc. à travers blogs, médias, réseaux sociaux et commentaires. Cela a été le cas lors de l'intervention militaire de la Russie en Ukraine.
Le scandale Facebook-Cambridge Analytica / AggregateIQ a aussi montré, qu'en outre des bots générés par une intelligence artificielle ont pu contribuer à fausser des processus électoraux ou de référendums. Cela a été par exemple le cas lors de :
- campagnes électorales d'américains tels que Ted Cruz, Ben Carson et surtout Donald Trump, soutenu par Steve Bannon qui considère qu'une campagne électorale doit être menée comme une guerre[20] et Robert Mercer[21], dans un contexte de montée du libertarianisme de droite et des populismes ;
- la campagne du référendum sur l'appartenance du Royaume-Uni à l'Union européenne qui a fait advenir le Brexit[22].

### Usines à trolls
Plusieurs articles de presse font mention d'« usines à trolls » en Russie, la plus connue étant l'Internet Research Agency . Celle-ci aurait été le bras armé qui aurait permis d'influencer la campagne présidentielle américaine pour favoriser l'élection de Donald Trump, en complément de la plate-forme logicielle « Ripon » décrite par le lanceur d'alerte canadien Christopher Wylie et dont une partie du code a été trouvée à jour par la société « UpGuard ».
En 2020, la campagne présidentielle américaine de Joe Biden aurait, selon le magazine américain Newsweek, bénéficié de l'appui d'usines à trolls employant de très nombreuses personnes en Inde. Chaque salarié alimentant plusieurs centaines de comptes Twitter, ce seraient des centaines de milliers de followers qui auraient gonflé artificiellement la popularité numérique du candidat et de sa colistière. Environ 750 000 comptes de followers sont apparus en un peu plus de deux semaines en août et un des éléments troublants tient au fait que les comptes paraissent avoir été créés avec pour seul objectif de suivre le candidat, et l'enquête confirme qu'ils sont assez largement issus de petites villes d'Inde. L'enquête révèle que l'une des usines à trolls a été mise en place avant 2014 pour être active dans la campagne électorale indienne et appuyer Narendra Modi. Selon le tenancier de l'usine interrogé, « [les usines à trolls indiennes] offrent presque tout à leurs clients payants [...] : fausses nouvelles, images retouchées, campagnes de soutien et de « haine », et même des incitations à la violence collective. »
Dans une autre usine employant moins d'une dizaine de personnes, le dirigeant déclare que chacun contrôle deux à trois cents profils sur différentes plates-formes. Il donne des précisions sur ses clients : « Nous recevons des cibles quotidiennes d'agences de Delhi et de Mumbai, et nous nous engageons simplement avec la cible comme on nous le demande. » Les principaux clients sont des personnalités politiques, mais il y a aussi des célébrités et des grandes marques.
En août 2019, Twitter découvre et désactive un millier de faux comptes sur sa plate-forme, uniquement utilisés dans le but de discréditer les mouvements de protestation populaire prodémocratique à Hong Kong. Ces comptes étaient, semble-t-il, pilotés par l'État chinois dans le but d'entraver les résistants hongkongais. La pratique en Chine est en fait beaucoup plus ancienne, avec notamment le parti des 50 centimes.

## Sociologie
Pour Antonio Casilli, le trollage peut être analysé et pensé comme un acte social, étant causé par et ayant pour but de modifier des dynamiques sociales : « On est troll pour provoquer des changements dans le positionnement des individus dans les réseaux. [...] Ces trolls sont là pour faire émerger de nouveaux contenus. ».
Quand une société est attaquée par des trolls, les membres les mieux intégrés ont paradoxalement des réactions moins extrêmes que les membres plus isolés voire marginaux. Ce phénomène est expliqué par le fait que les personnes les plus riches en capital social ne sont pas beaucoup affectées à leur échelle par les petites fluctuations du champ social que sont une poignée de trolls. A contrario, pour une personne ne possédant qu'une dizaine de contacts, quelques individus malveillants peuvent suffire à durablement perturber son réseau.
Les trolls peuvent aussi avoir comme effet de mieux souder une communauté. Face à l’agression, les membres veulent activement défendre la norme, qui est alors explicitée, affirmée et renforcée. Le troll est alors l'ennemi objectif commun qui fédère par nécessité, on se définit facilement comme l'inverse de l'attaquant. On voit aussi que les acteurs ne vont pas attendre de la structure qu'elle se défende d'elle-même contre les trolls. Par exemple sur un forum de discussion, on ne va pas forcément attendre la modération pour dénoncer un message malveillant qui attaque les normes du site. La logique de la défense devient donc horizontale, et il en va donc de même pour l'affirmation des valeurs propres de la communauté. Pour Casilli, cette réaction a pour effet final d’« enrichir la qualité du web ».  

### Notion de communauté et d’identité en ligne
Le trollage est une pratique qui remet directement en cause les notions d’identité et de communauté.

#### Notion d'identité
Internet et les outils de communication numérique « donne[nt] une voix à tout le monde » et complexifient le rapport à soi-même et aux autres. La question de l'identité est centrale dans nos relations aux autres : elle est l'un des prérequis à l'établissement d'un lien avec d'autres individus. Au contraire, l'anonymat, rendant impossible toute contextualisation du message, « rend impossible un quelconque sentiment de communauté ». Sur Internet, l'expression plus ou moins claire de l'identité représente un critère d'appréciation de la fiabilité et de la sociabilité d'internaute. En effet, l'identité en ligne se révèle souvent bien plus opaque que dans la réalité.
Le sociologue Dominique Cardon distingue, dans son ouvrage Le design de la visibilité : un essai de cartographie du web 2.0, deux types d'identité : l'identité réelle (extériorisation de soi) et l'identité virtuelle (simulation de soi). Hors du virtuel, de nombreux indices peuvent permettre d'identifier un individu : son nom, son physique, son âge, son sexe, son origine culturelle et sociale, son caractère, sa profession… sont autant d'exemples qui font partie de son identité et qui le distinguent de ses semblables. Dans le virtuel, il y a moins d'éléments qui permettent de juger de l'identité d'un internaute, et la liberté accordée par les plates-formes laisse la possibilité aux utilisateurs de projeter ce qu'ils veulent.
L'identité en ligne est manipulable et tout un chacun est libre de sélectionner les informations qui sont le plus en adéquation avec la personnalité qu'il veut mettre en avant. Cette possibilité de distorsion de la réalité peut être source de dérives, dont le trolling fait partie.

#### Notion de communauté
Une communauté est un groupe de personnes qui sont réunies et œuvrent pour un but commun. Pour une définition plus précise, le Grand Dictionnaire Terminologique (GDT) de l'Office Québécois de la langue française décrit la communauté virtuelle comme un « ensemble de personnes reliées par ordinateur dans le cyberespace, qui se rencontrent et ont des échanges par l'intermédiaire d'un réseau informatique, tel Internet, et qui partagent un intérêt commun ». Les communautés, qu'elles soient en ligne ou non, se créent donc pour que ceux qui partagent un même intérêt puissent échanger et/ou agir ensemble. En prenant l'exemple des débats politiques, Scott Wright montre comment les plates-formes numériques permettent aux individus de participer à la vie démocratique de la communauté. L'existence des communautés passe donc, en premier lieu par des échanges entre leurs divers membres.
D'ailleurs, l'Homme n'a pas attendu l'émergence d'Internet pour évoluer en communauté. Dès le IVe siècle av. J.-C., le philosophe Aristote écrit que « l'Homme est un animal politique » : l'homme est naturellement sociable et enclin à vivre parmi ses semblables, dans une société régie par des normes, lois et coutumes. Aristote, tout comme Anne Revillard, mettent en avant dans leurs travaux la nécessité de normes et règles pour régir la communauté. Ces normes sont « variables selon les groupes et en construction permanente ». Tout individu voulant intégrer une communauté doit se conformer aux spécificités du groupe auquel il appartient, s'il veut y rester et être reconnu comme tel.
Qu'il y ait une hiérarchie ou non, les communautés peuvent voir naître tôt ou tard des conflits. Le sociologue Georg Simmel considère le conflit comme normal et pense que, comme toute interaction entre les Hommes « il doit absolument être considéré comme une socialisation ». Jean Duhaime, explicite la pensée de Simmel en expliquant que « lorsque des contraires s'opposent, plutôt que de s'ignorer ou de se rejeter totalement, ils sont effectivement en relation et visent déjà à surmonter leur dualisme par une sorte d'unité, quelle qu'elle soit». En plus de considérer le conflit comme naturel au sein d'une communauté, Simmel avance l’idée que c'est précisément ce phénomène d'attractivité et de tensions qui donnent sa forme aux sociétés : « [elle] a besoin d'un certain rapport quantitatif d'harmonie et de dissonance, d'association et de compétition, de sympathie et d'antipathie pour accéder à une forme définie ». La présence de normes dans les communautés est donc d'autant plus importante. Ceux qui transgressent les règles, les trolls par exemple, sont perçus comme des nuisibles. Les normes permettent dans un premier temps de « réguler les interactions entre les utilisateurs, elles définissent le degré d'acceptabilité des messages échangés ». Un des questionnements auquel il faudra s'intéresser est la question de l'acceptabilité des actions menées par les trolls.

### Dépendance des trolls à la communauté
Le trollage, pour exister nécessite trois éléments essentiels : une connexion à Internet, l’existence de communautés en ligne et vouloir nuire à autrui.
En effet, Irene McDermott évoque un « effet de désinhibition en ligne » : le caractère éphémère et anonyme du web serait propice à l'expression de comportements perturbateurs, agressifs, intolérants etc. Aussi, les trolls se servent des communautés et de leur besoin d'échanger, de coopérer et de débattre pour leurs activités. Leur volonté initiale est de perturber ces échanges et de déstabiliser les membres qui y participent. Pour ce faire, les trolls s'efforcent d'acquérir la culture et les normes des communautés pour mieux s'en jouer et les détourner comme le montre Anne Revillard : « Le troll participe au débat dans le but de perturber celui-ci.  Le troll se fait passer pour quelqu’un d’honnête pour mieux tromper. (...) Son but est d'être pris au sérieux, pour que des débats se lancent autour de ses interventions. Le troll a donc pour effet de déstabiliser l'équilibre de la communauté, en poussant les gens à se détourner du sujet de discussion qui les rassemble dans ce groupe précis ». Pour reprendre les mots de Michel Gensollen, les trolls utilisent les communautés virtuelles et les règles qui les régissent comme des « aires de jeux » et « détruisent pour exister »

### Effet du trollage sur les communautés

#### Opposition entre intérêts communautaires et individuels
L’un des effets du trollage est d'aller à l’encontre des intérêts de la communauté. Au lieu d’adhérer à la logique de coopération, de collaboration et de partage propre au fonctionnement des communautés, le troll sert ses propres intérêts en perturbant le fonctionnement de ces dernières. Ce comportement antisocial est d'autant plus facile à mettre en place que les communautés ont tendance à ne pas mettre de barrière à la participation (Anne Revillard).

#### Hostilité et dégradation des échanges sociaux en ligne
Le trollage peut avoir un effet nuisible sur la communauté. Irene McDermott décrit cette pratique comme étant destructrice pour les groupes sociaux en ligne. Les échanges entre les membres des communautés sont mis à mal par le troll. Selon la violence de ses interventions, le troll peut inciter les autres internautes à avoir des réactions auto-destructrices pour eux-mêmes ou pour la communauté.
Dans l'article Trolling the trolls: online forum users’ constructions of the nature and properties of trolling, Alexander Coles et Mélanie Winter mettent en lumière les impacts négatifs du trollage sur les communautés :
- création d'un environnement hostile ;
- détournement des activités des communautés (leurs échanges vont se concentrer sur le troll plutôt que sur le sujet initial qui les réunissait) ;
- polarisation des opinions et croyances ;
- risques psychiques sur les victimes (diminution de l'estime de soi notamment).

#### Amusement et inversion des rôles
À priori, le trollage peut être considéré comme une activité purement négative. Pourtant, des études sont parvenues à des conclusions plus modérées sur cette question.
Alexander Coles et Mélanie West ont établi que le trollage n’est pas uniquement une action négative qui corrompt le bon fonctionnement des communautés. Dans certains cas, notamment quand le troll échoue à provoquer les autres membres, il peut devenir une source d’amusement.
Un autre élément paradoxal est une tendance à l'inversion des rôles : certains membres de communautés victimes de trollage, finissent par eux-mêmes adopter l'attitude des trolls en, pour reprendre l'expression, « trollant les trolls », afin de les exposer et de s'amuser à leur tour. Cette tendance pourrait par ailleurs faire écho à la thèse soutenue par Georg Simmel dans le Conflit, dans laquelle il soutient qu'« un conflit entre deux individus peut très facilement modifier l'un d'entre eux, non seulement dans sa relation à l'autre, mais aussi en lui-même; et ceci... en posant des conditions préalables, en procédant à des modifications et à des adaptations internes parce qu'elles sont adéquates à la poursuite du conflit ».

#### Conflit comme élément unificateur
Selon Georg Simmel, le conflit est à l’origine de l’unité et ce pour deux raisons principales. Tout d’abord, il part du principe que les individus défendent des idées qu’ils pensent bonnes pour l’intérêt commun et donc qu’ils le font dans le but d’unifier la société à l’image qu’ils défendent. Un conflit oppose donc deux groupes d’individus soudés par des valeurs communes. Le conflit est donc source d’unité. Le trollage, étant une pratique visant à créer du conflit ou du moins à provoquer et générer de l’animosité au sein des communautés, peut contribuer, sous certains aspects, à l’unité de la communauté trollée.
De plus, d’après Georg Simmel, lorsqu’un ennemi, ici le troll, est identifié au sein d’une communauté, les membres de la communauté vont faire bloc pour l’en éliminer. Ainsi le troll permet de fédérer les communautés.

#### Troll créateur de débat
Le troll est souvent caricaturé voire stigmatisé et confondu avec les spammers, haters, flooders ou autres flamers, mais le troll permet de mettre en lumière des questions d’ordres légal ou politique. Pour Antonio Casilli, « le trolling ne doit pas être considéré comme une aberration de la sociabilité sur Internet, mais comme l’une de ses facettes. Et les politiques ne peuvent le congédier ou le réprimer sans brider l’une des sources principales de changement et d’innovation de la sociabilité en ligne : le fait d’être confronté à des contenus, postures ou réactions inhabituels » Anne Revillard écrit que le troll « est quelqu’un qui […] participe aux débats dans le but de perturber ceux-ci. Il se fait passer pour un participant honnête et en profite pour donner de faux conseils, ou pour se moquer insidieusement des autres membres, à travers des messages provocateurs. Son but est d’être pris au sérieux, pour que des débats se lancent autour de ses interventions ». Le troll a donc pour but ultime de faire réagir les autres membres des communautés, en aucun cas il ne désire les rebuter.
Le trollage a pris pour la première fois un aspect politique en 2008 lors du conflit opposant la communauté du site de troll 4chan à l’Église de Scientologie américaine. Il a ainsi permis de réellement structurer une communauté à des fins sociales et sociétales de grande ampleur.

### Trollage, une pratique acceptable?
Le raisonnement sur l’acceptabilité ou non du trollage dépend de prime abord du type de trollage

#### Trollage «défensif»
Le trollage que l’on pourrait qualifier de « défensif » semble être perçu comme acceptable par les communautés. Dans l’article Trolling the trolls: online forum users’ constructions of the nature and properties of trolling, les auteurs nous expliquent qu’il est possible d’observer des actions réalisées par des trolls qui s’attaquent à un troll ciblé et perçu comme « malveillant » pour prévenir les autres membres de la présence de ce troll non désiré au sein de la communauté.

#### Trollage «destructeur»
Toutefois il faut faire attention car le trollage peut s’avérer réellement nocif pour les communautés et la socialisation sous-jacente à l’existence de communautés en ligne. En effet, Anne Revillard explique dans Les interactions sur l'Internet que lorsque les interactions fondées sur le trollage deviennent trop importantes il y a un risque prépondérant de détourner la communauté de ce pour quoi elle a été créée à l’origine, et donc de la détruire de l’intérieur. Le second risque évoqué par Anne Revillard est lié à la paranoïa croissante liée au risque de trollage. Les communautés particulièrement sujettes au trollage ont tendance à se méfier davantage des nouveaux arrivants, qui peuvent être refusés à l’entrée de la communauté, étant suspectés d’être des trolls potentiels. Tous ces risques qui freinent considérablement les principes de socialisation au sein des communautés en lignes font du trollage une pratique non acceptable, voire dangereuse, pour les communautés.

#### Trollage «créateur»
Toutefois, malgré les risques inhérents au trollage, lorsque celui-ci est fait pour les « bonnes raisons », il peut s’avérer positif. Antonio Casilli « explique ces comportements en termes de processus social. On est troll pour provoquer des changements dans le positionnement des individus dans les réseaux. Parfois, il s’agit de contester certaines autorités et hiérarchies qui se créent dans les forums de discussion ou dans les communautés en ligne – ces trolls sont là pour faire émerger de nouveaux contenus ». Ainsi le trollage permettrait d’enrichir les relations sociales entre les individus et de développer les échanges et leurs contenus. Toujours d’après Antonio Casilli, les trolls « ont un véritable rôle structurant au sein de chaque communauté – et qui plus est sur Internet, où leur présence est permanente et démultipliée. En effet, l’identification négative dont ils font l’objet permet aux autres membres de la communauté de s’identifier positivement entre eux : en faisant front contre un adversaire commun, ils font corps : « face aux trolls, les autres sont porteurs de la norme sociale. » Le troll, en étant le mouton noir de la communauté, permettrait aux autres membres de se regrouper et de se souder davantage entre eux. Cette explication du trollage comme étant acceptable fait écho aux enseignements tirés de l’ouvrage de Georg Simmel développé dans la partie 3.

## Politique

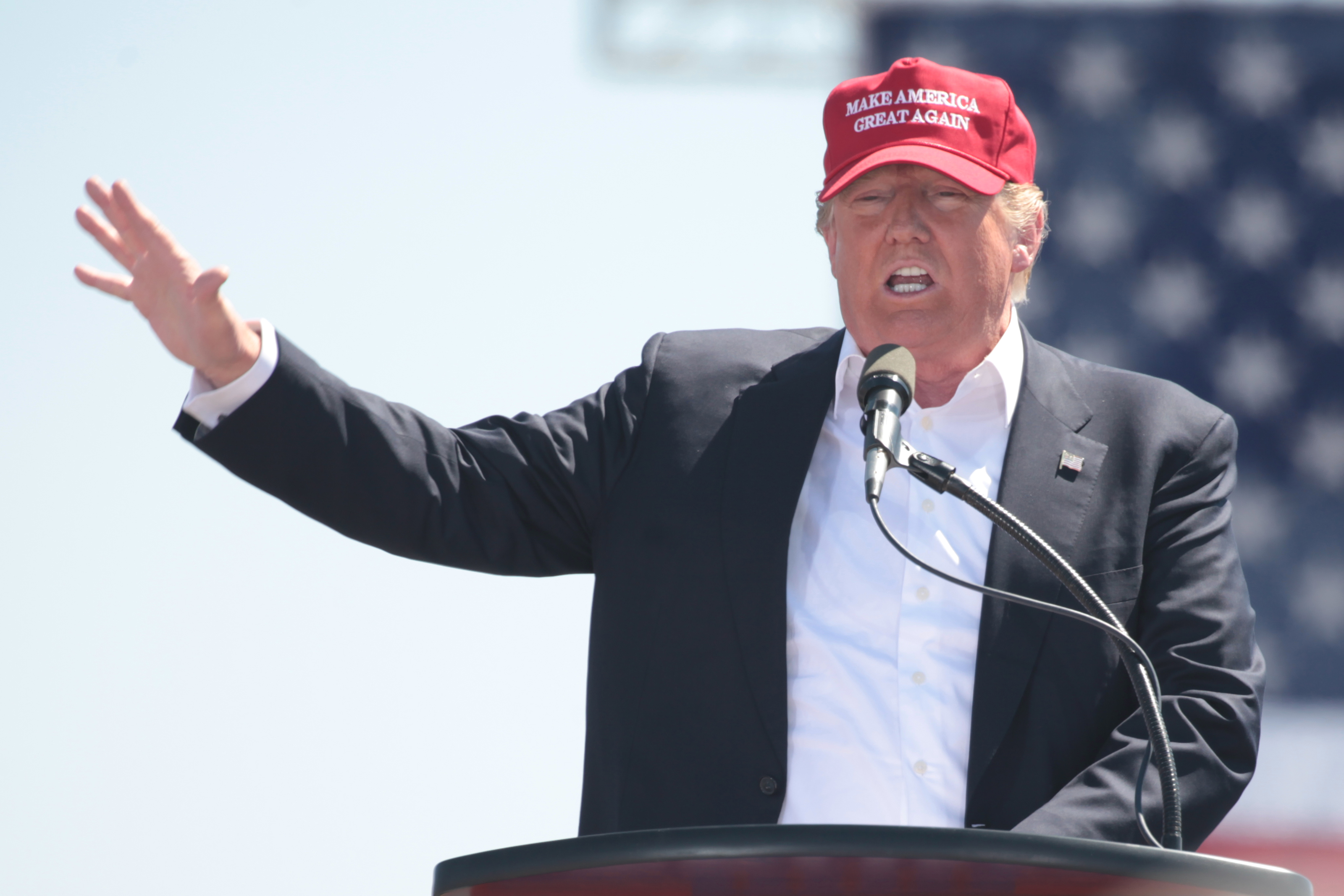
Donald Trump en meeting dans l'Arizona, le 19 mars 2016.

Les trolls peuvent être utilisés à des fins politiques en agissant comme des lanceurs de débats polémiques ou en mettant en exergue des points sensibles des politiques à critiquer, parfois par le biais de mèmes ayant pour but d'être repris massivement. En cela certains partis politiques peuvent avoir intérêt à promouvoir des groupes de trolls pour orienter les discussions sur Internet.
On peut citer par exemple :
- les trolls sur Facebook, souvent minoritaires. Ils sont motivés par un souhait de se moquer et de tourner en dérision d’autres personnes ;
- les internautes pro-Donald Trump, connus sous le nom de Trump's Troll Army. Ils se sont fait connaître lors de la campagne présidentielle américaine en 2016 et sont à l'image de leur meneur Donald Trump, qui utilise le réseau social Twitter[39] pour communiquer « sans filtre »[40] avec son électorat et faire passer ses messages et points de vue sur le monde.

L'ancien président des États-Unis Donald Trump est coutumier des réseaux sociaux pour s'adresser directement aux citoyens américains sans passer par le biais des médias : actif sur son compte officiel Twitter de la Maison-Blanche et du président américain, @Potus, pendant sa présidence, il continuait néanmoins à communiquer via son compte personnel, @RealDonaldTrump, beaucoup plus actif, l'utilisant de la même manière que pendant sa campagne. Très réactif, il s'y exprime « sans filtre » en employant souvent le registre de l'émotionnel, voire de l'invective,,,, ces messages pouvant également avoir une incidence diplomatique ou intérieure négative. Il lui arrive également de relayer sur ce compte des informations mensongères,,,, mais aussi des faits inexacts ou inventés, ce qui aboutit à son bannissement des réseaux sociaux Twitter et Facebook en janvier 2021.

## Exemples de cas de trollage
L'Australien David Thorne est l'un des trolls les plus célèbres du web. En 2008, il publie son échange par mail avec un service client qui lui réclame le paiement d’une facture. Clamant d’abord qu’il ne peut pas payer cette facture, il envoie le dessin d’une araignée (qu’il a fait lui-même) qu’il estime au montant de la facture et qui devrait faire office de paiement. S’ensuit une discussion de plusieurs messages sur le nombre de pattes de l’araignée jusqu’à ce que Thorne mette fin à la discussion. Le dessin finira par être mis aux enchères à 10 000 dollars sur le site ebay.com. En 2009, Thorne écrit un ouvrage intitulé The Internet is a Playground où il expose les messages de sa discussion célèbre. Le titre parle de lui-même quant à la conception qu’a Thorne du trollage et de son usage personnel des dimensions connectées. L'Australien s’est vu affublé du surnom de « king of trolls ».
En 2006, Jason Fortuny publie une petite annonce sur le site web américain Craigslist. Il se fait passer pour une femme qui recherche des hommes pour des rapports sexuels dominants et violents. Il reçoit 150 réponses et publie les photos, mails, noms et numéros de téléphone de ces hommes sur son blog. Une des victimes porta plainte, et Jason Fortuny fut l’un des premiers cas de troll poursuivi en justice. Il fut condamné à payer 74 000 dollars, dont seulement 5 000 dollars de compensation pour divulgation publique d’information privée. Il expliqua à l’époque au juge sa passion pour le trollage, qu’il voit comme une forme d’expérimentation sociologique sur le comportement humain ; d’où le nom de son article sur son blog « The Craigslist experiment ». Le troll continuera à faire parler de lui dans de nombreux autres scandales.

## Modération des commentaires

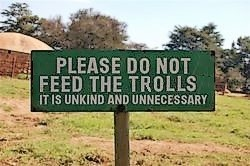
Panneau d’interdiction humoristique : « Merci de ne pas nourrir les trolls » (Please do not feed the trolls).

Pour beaucoup de marques, d'entreprises ou d'organismes, la « chasse aux trolls » représente un enjeu considérable. En effet, alors que les plus grandes marques sont présentes sur les réseaux sociaux (Facebook, Twitter, etc.) dans un but promotionnel et de publicité, certains de ces commentaires peuvent nuire à l'image de la marque, d'où l'utilité d'un système de modération des commentaires.
Le fonctionnement du système de modération des commentaires peut être de deux types. La modération a priori correspond à « un système où les commentaires d’internautes sont avalisés par le service de modération avant d’être publiés ». Ainsi, il s'agit de vérifier de l'adéquation du commentaire aux règles fixées par l'entreprise ou autre organisme afin de le publier effectivement. Il s'agira pour le modérateur de décider, par exemple, de la non publication d'un commentaire ou partie de commentaire portant atteinte à la dignité humaine, à l'honneur, la pudeur ou la vie privée, aux droits d'auteur et de propriété intellectuelle, faisant acte de prosélytisme ou publicité, ou étant hors sujet et incompréhensible. Ce système de modération consiste ainsi à réserver un temps à la détection des trolls, dans le but de les empêcher d'agir. Ce système de modération a priori débouche alors sur une forme de censure, où il s'agit de « limiter l’interaction et de ralentir les échanges ».
Le système de modération peut fonctionner autrement, le « scrutage » des commentaires pouvant ainsi intervenir a posteriori, c'est-à-dire une fois le commentaire publié effectivement sur la plateforme. Ce système de modération a posteriori consiste donc en la suppression du message considéré comme indésirable et comporte ainsi, comme l'indiquent Degand et Simonson, des risques en termes d'image puisqu'il s'agit, durant un intervalle de temps plus ou moins long, de laisser des messages exagérés, insultants ou hors sujet polluer l'espace de discussion. Néanmoins, ce système de modération a posteriori est de plus en plus utilisé grâce aux solutions trouvées par les plateformes et entreprises pour limiter les commentaires de ce type. 
Au-delà des systèmes de modération a priori et a posteriori développées par les plateformes et les community managers eux-mêmes, beaucoup de ces plateformes ont développé un système de modération collective dans lequel ce sont les internautes eux-mêmes qui peuvent juger du caractère indésirable d'un commentaire. Selon Antonio Casilli, « c’est plutôt (cette) « modération communautaire » qui est souhaitée, où les membres eux-mêmes veillent au respect des règles du service informatique ». 
Enfin, l'une des solutions envisagées par certaines plateformes comme YouTube consiste à rendre possible, dans les paramètres de configuration, la désactivation des commentaires. Ainsi, il s'agit d'empêcher la possibilité pour n'importe quel internaute de s'exprimer sur le contenu diffusé. PewDiePie, dans sa vidéo publiée sur YouTube en aout 2014 « Goodbye Comments » et visionnée plus de 12 millions de fois, explique pour quelles raisons il souhaite désactiver les commentaires : « I make video everyday for you bros […] and I think that the main problem here is the comments. I know I complain about comments a lot but it's basically my main way to communicate with you bros. I go to the comments and it's mainly spam, it's people self-advertising, it's people who want to provoc […] I don't want to see it, I just don't care […] so i'm gonna turn the comments off for ever ».

## Dans la culture
- (2021) : Porn Troll Stories (documentaire) de Julien Pelletier[57].